# نورثنگر ابی (فیلم ۲۰۰۷)
نورثنگر ابی (انگلیسی: Northanger Abbey) یک فیلم تلویزیونی بریتانیایی است که اقتباسی از کتاب «نورثنگر ابی» به نویسندگی جین آستن می‌باشد.